# Izvoarele Sucevei
Izvoarele Sucevei (wymowaⓘ) – wieś w Rumunii, w okręgu Suczawa, w gminie Izvoarele Sucevei. W 2011 roku liczyła 886 mieszkańców. 